# Boris Artem'evič Čorikov
Boris Artem'evič Čorikov in russo Борис Артемьевич Чориков? (1802 – 1866) è stato uno storico e pittore russo, noto quale autore della "Storia della Russia in figure" (Живописный Карамзин или Русская история в картинах), opera stampata nel 1836 a San Pietroburgo. Frequentò l'Accademia imperiale di belle arti. Il suo stile grafico presenta notevoli similitudini con quello del contemporaneo Aleksandr Viskovatov, a sua volta autore di una monumentale storia del costume militare russo..